# Varennes (Vienne)
Varennes korábbi község Franciaország Új-Aquitania régiójában, Vienne megyében. 2019. január 1-jén Saint Martin la Pallu községgel egyesült és az így létrejött Saint-Martin-la-Pallu új község része lett.
Lakosainak száma 349 fő (2018. január 1.). Varennes Amberre, Blaslay, Mirebeau és Thurageau községekkel határos.

## Népesség
A település népessége az elmúlt években az alábbi módon változott:
| Lakosok száma | 355  | 348  | 349  | 342  | 349  |
|               | 2013 | 2015 | 2016 | 2017 | 2018 |